# 康斯坦丁诺斯·卡拉曼利斯
康斯坦丁诺斯·卡拉曼利斯（羅馬化：Konstantínos Karamanlís；1907年3月8日—1998年4月23日），希腊新民主党的创始人。他在當過四次希臘王國總理和兩次希臘第三共和國總統，與安德烈·帕潘德里歐並列頂尖著名的政治人物，兩人一起主宰了20世紀下半的希臘政治。

## 早年
1907年他出生於馬其頓的古必開，當地仍屬於鄂圖曼土耳其的領土。他父親原本是校長，後來成為菸草商人。他在馬其頓度過童年，青年時到雅典念法律並成為一名律師，直到28歲在1936年選舉成為國會議員。他的家族與政界沒有任何關係，成為他與一般希臘政治人物不同之處，給予選民白手起家、政壇新秀的亮眼印象。
從至後他加入立場保守的人民黨，後來（1951年）還娶了著名的保守派政治家潘納由提斯·卡內羅普斯之姪女，逐漸成為保守派重要的領導者。但他初次的政治生涯，卻因1936年8月的美塔薩克斯政變獨裁及二戰時的軸心國佔領希臘時期兩大事件而中斷。

## 政治高峰
卡拉曼里斯在1946年3月的大選，與人民黨一起重返政壇。在1952年—1955年，於首相亚历山大·帕帕戈斯領導的希臘聯盟政府中擔任工程部長一職，這是一個不太重要的部長職位，但卻讓卡拉曼里斯有機會見識到專制統治、公共意識及效率對整個國家的影響。

### 內政與經濟
1955年首相帕帕戈斯去世後，卡拉曼里斯出人意料地被國王保羅一世任命為首相並且組閣，並在1955—1963年三次出任希腊王国首相，執政首要成就是讓希臘女性得到完全的投票權。由於得到美國的支持援助，社會出現了繁榮興旺的景象，物價穩定，然而仍有大量的失業人口，農村與城市的差距較大，向外移民大量增加。1959年，他啟動了希臘經濟的五年計劃（1960-64），強調改善農業和工業生產，大量投資基礎設施並促進旅遊觀光業，为所謂的希臘經濟奇蹟奠定了基礎。

### 國際關係

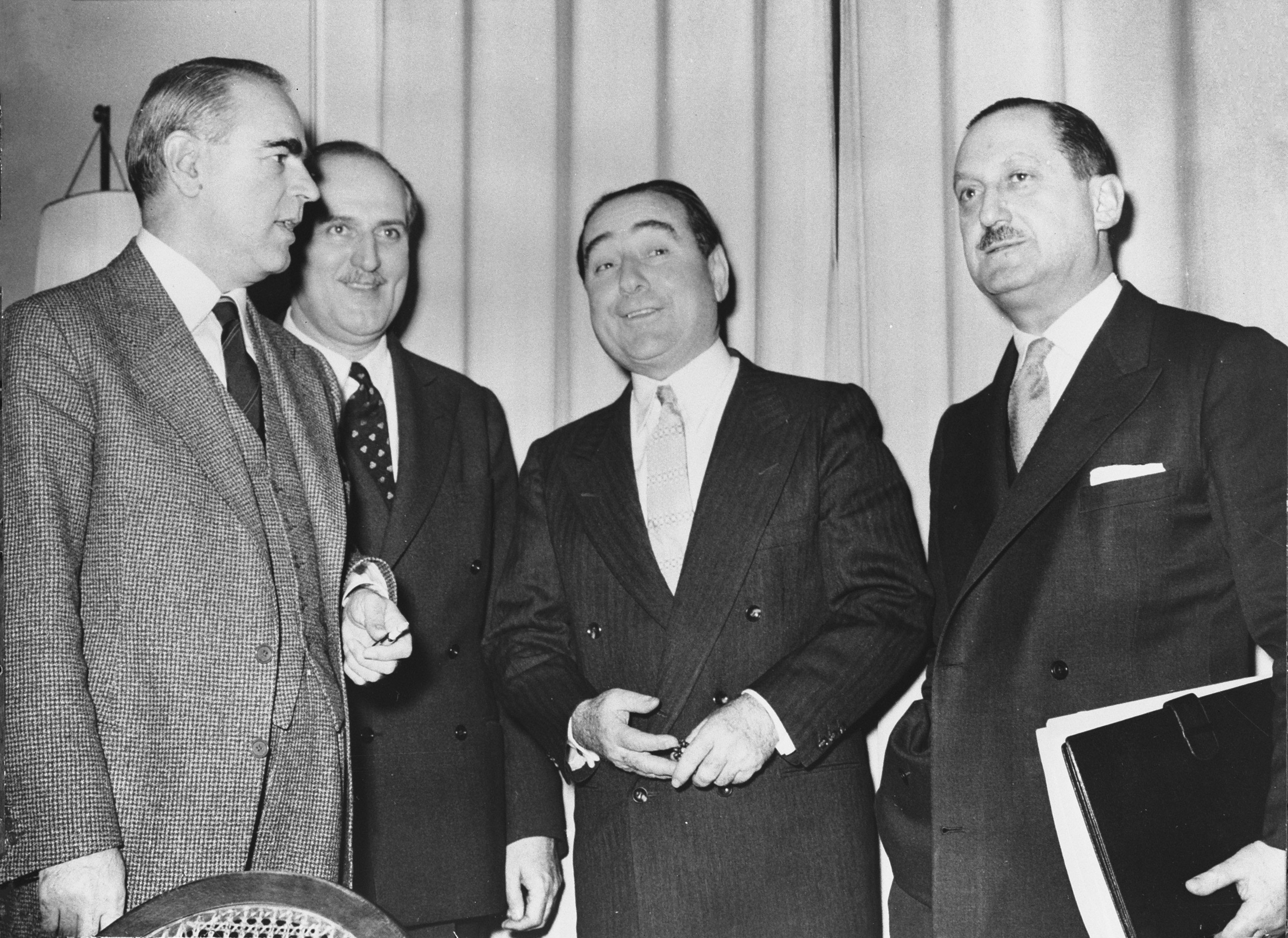
卡拉曼利斯在蘇黎世會見土耳其代表商談塞浦路斯問題

在國際方面，卡拉曼利斯放棄了政府先前「統一塞浦路斯」的戰略目標，改為支持塞浦路斯的獨立。1958年，他與英國、土耳其在瑞士的蘇黎世進行了談判，最終將「蘇黎世協定」作為達成塞浦路斯獨立協議的基礎。1959年，塞浦路斯領導人马卡里奥斯三世在倫敦批准了該協定。

## 退出政壇與復出

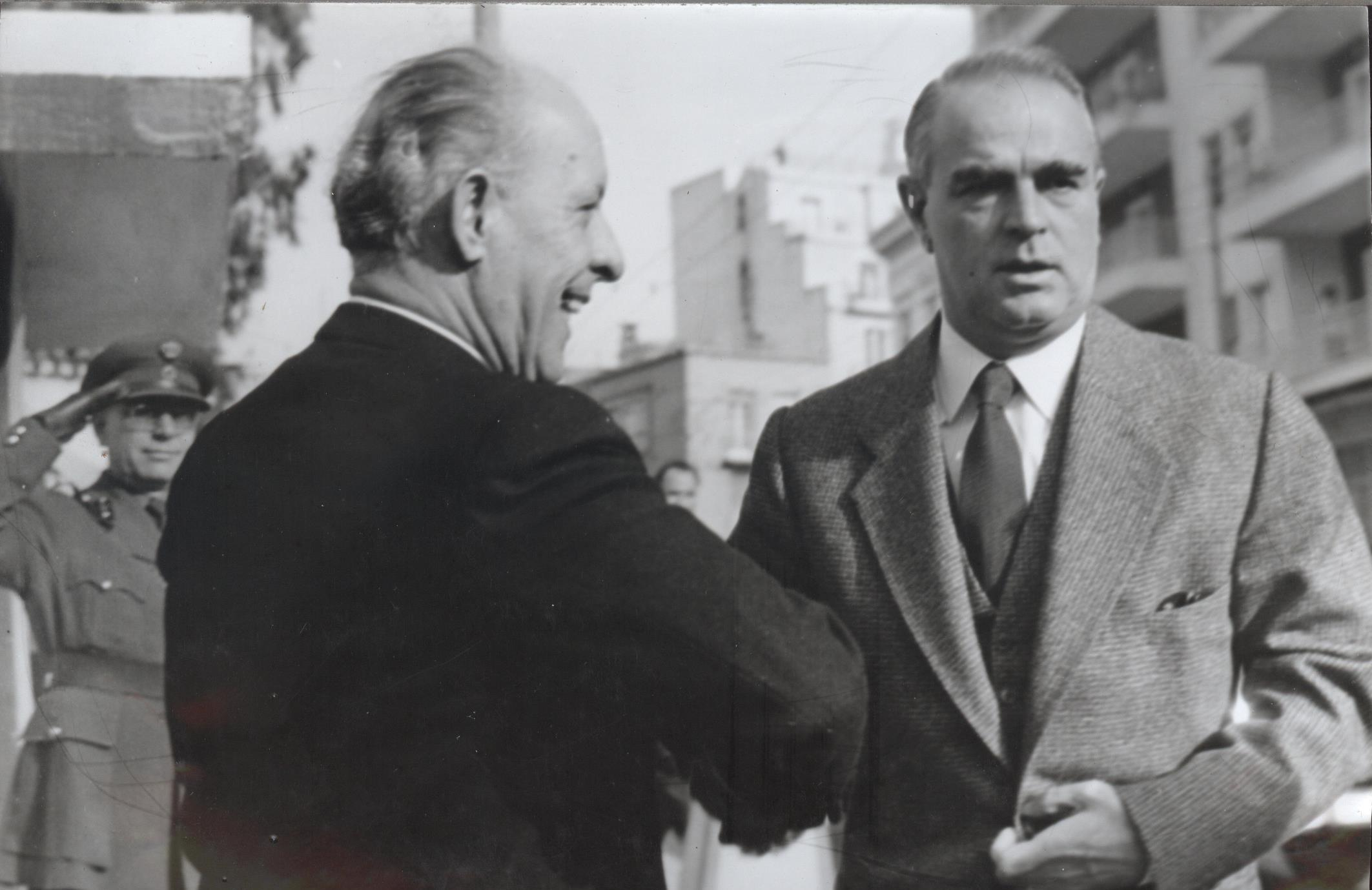
1974年作為總理的卡拉曼里斯

在1955年—1963年历时8年的首相任期中，他把希臘聯盟重組為民族激進聯盟，其突出的政績與實力只有安德烈·帕潘德里歐在1981-1989年的任期足堪比肩。但王室起初對他的支持，到後來卻逐漸轉為敵對，除了他個人鋒芒太露之外，另一原因是1963年王后費德莉卡展現對他的強烈敵意，而且他也和保羅一世針對憲法修改議案中的限制國王掌控軍權、文官體系強化權力、約束王室的奢華開銷等而針鋒相對。
因為與王室的矛盾和民眾對政治的普遍失望，卡拉曼里斯在1963年大選失利後，跑到法國展開11年的自我流放生涯。之後身在巴黎的他雖然強烈反對喬治斯·帕帕佐普洛斯上校在1967-1974年的獨裁政權，但他卻和企圖推翻獨裁政權的勢力（主要由左派的安德烈·帕潘德里歐領導）保持一定距離。

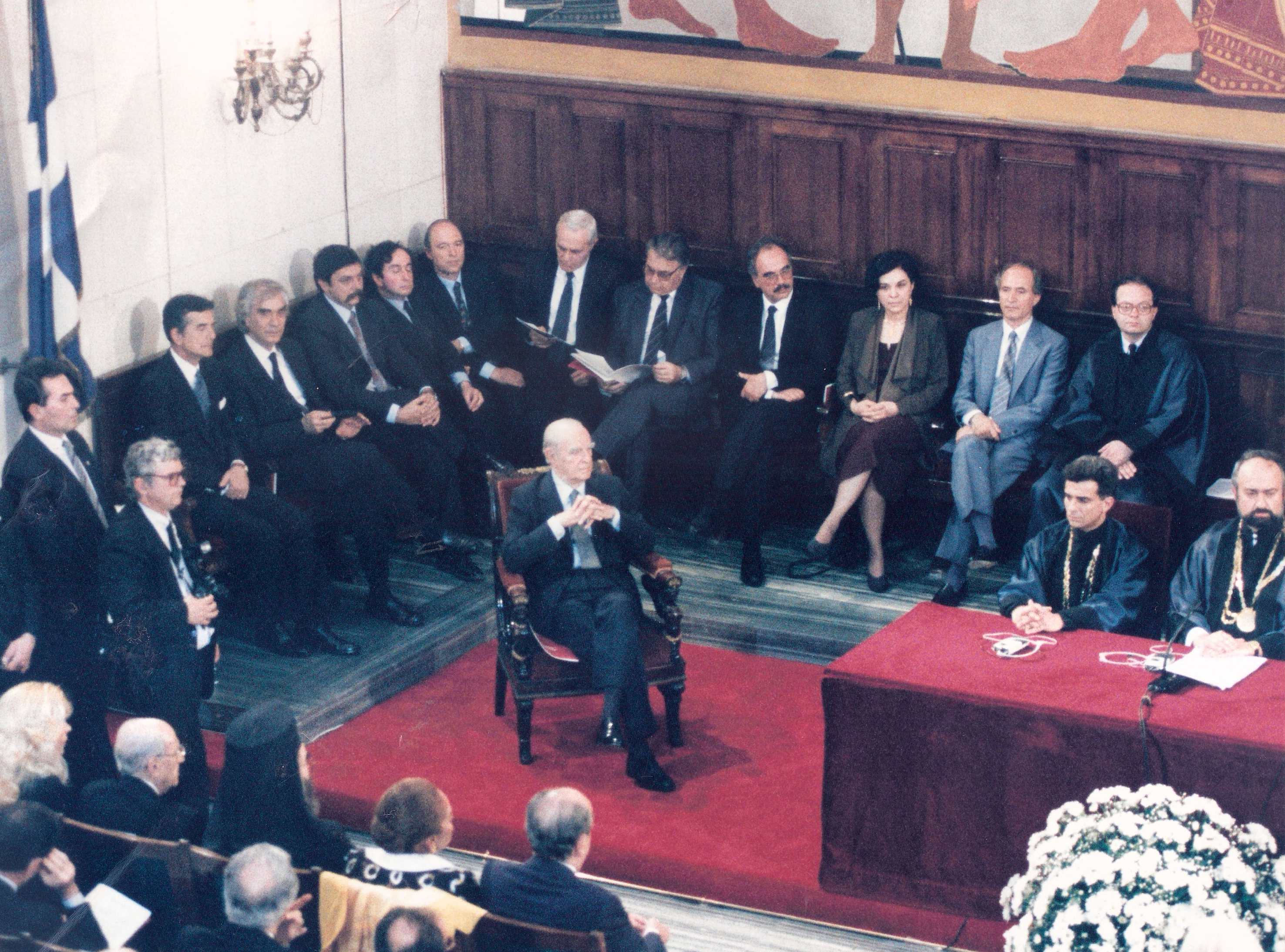
年老的卡拉曼里斯在帕提歐大學觀禮

1974年7月塞浦路斯政變推翻了希臘的獨裁政權後，卡拉曼里斯被召回國收拾殘局，开启“政权变革”时期。1974年，推動廢除君主制的公投，成立希腊共和國。他迅速建立文人政府，並在不流血的情況下技巧性的嚴懲獨裁政權的首惡元凶們，包含喬治斯·帕帕佐普洛斯先被判死刑（後改為終身監禁，於1999年死於獄中）。再次執政後，他推行了政治右派自由化的政策，譬如將1947年被視為非法的希臘共產黨予以合法化；他也將希臘軍撤出北約，作為民眾輿論普遍反美和反北約的具體反映。他試圖加快希臘進入歐洲經濟共同體的進度，以作為擺脫希臘長期淪為美國附庸的替代方案。但是在經濟與體制上，他卻推行偏左的國家社會主義而實施國營企業化（如銀行和運輸業），造就了一個大型的國有事業部門，被許多人稱為「社會痴狂」。
他在1974年—1980年出任希臘总理，1980—1985年和1990—1995年又两度出任希腊总统，獲得多次成功。然而他對自己創立並領導的右派新民主党（1974年成立）之現代化改革卻遇上巨大困難，主要原因是來自安德烈·帕潘德里歐所領導的政黨──「泛希臘社會主義運動」對他展開挑戰。在1979年簽署希臘加入歐洲共同體的條約後，他立刻放棄連任總理，而是替自己參選總統造勢加溫，希望能在希臘首次將政權由右派交給左派政黨之後，能藉此監督左派的安德烈·帕潘德里歐政府，而他也如願選上了總統。
1985年總統任期結束後，他宣布不再參選第二任總統，直到1990年又參選，並以83歲的高齡到選，1995年退休，終在1998年病逝，享年91歲。

## 延伸閱讀
- Clogg, Richard. . Duke University Press. 1987. ISBN 9780822307945.
- Diamandouros, P. Nikiforos. "Transition to, and consolidation of, democratic politics in Greece, 1974–1983: A tentative assessment." West European Politics 7#2 (1984): 50-71.
- Michalopoulos, Dimitri,"Konstantinos Karamanlis and the Cyprus Issue, 1955-1959", in Osman KÖSE (ed.), Tarihte Kıbrıs, vol. II, pp. 1021-1028 (ISBN 978-605-67945-0-6).
- Wilsford, David, ed. Political leaders of contemporary Western Europe: a biographical dictionary (Greenwood, 1995) pp. 217–23.
- Woodhouse, Christopher Montague. Karamanlis: the restorer of Greek democracy (Oxford University Press, 1982).